# مهندس مشاور
مهندس مشاور به مجموعه حقیقی یا حقوقی گفته می‌شود که کار طراحی، مطالعه و نظارت بر اجرای یک طرح عمرانی یا یک پروژه را از طرف کارفرما به ازای دریافت مبلغ قرارداد مربوطه به عهده می گیرد.
در کشور ایران حدود ۸۵۰ شرکت مهندسان مشاور در بخش خصوصی در زمینه های متنوع در غالب یک تشکل فنی و حرفه ای تحت نظارت وزارت کشور به نام "جامعه مهندسان مشاور ایران" در ساختاری دموکراتیک در جهت اعتلای حرفه ای خود و در راستای توسعه فنی و تکنولوژیکی کشور با توجه به شرایط و امکانات بومی همکاری می کنند. این جامعه در سال ۱۳۵۲ تاسیس شد و از سال ۱۳۷۳ عضو و نماینده انحصاری سازمان مردم‌نهاد بین‌المللی فدراسیون بین المللی مهندسان مشاور (فیدیک FIDIC ) در ایران است. مهندسان مشاور در زمینه های خاص حرفه ای، فنی و مهندسی نیز تشکل‌های صنفی تشکیل داده اند که به‌عنوان مثال می توان به "انجمن صنفی مهندسان مشاور معمار و شهرساز" اشاره کرد. 
بحران آب به عنوان یک ابر چالش ملی نیازمند بهره گرفتن از مشاوران معتبری است که بتوانند با داشتن راهبردهای کلان، راهکارهای جزئی تر ارائه نمایند. مصرف اصلی آب کشور در بخش کشاورزی است که حدود 92% مصرف کل است. بخش شرب حدود 6% و بخش صنعت نیز حدود 2% مصرف آب کشور را به خود اختصاص می دهند.   
با توجه به محدودیت منابع آب کشوری مثل ایران، مهندسین مشاور بزرگ آبی می توانند در خصوص چگونگی محدود کردن بخش کشاورزی، برای کاهش مصرف آب، تصمیم سازی کنند. به نحوی که از یک سو مسئله مهم اشتغال در بخش کشاورزی، به بخش های دیگر اقتصادی نظیر صنعت و خدمات، منتقل شود و از سوی دیگر بحران آبی، مدیریت شود.  
امروزه به دلیل محدودیت های منابع آبی، استفاده از منابع آبی غیر متعارف، نظیر آب دریا  در دستور کار قرار گرفته است و هزاران کیلومتر انتقال آب در دست انجام است. اگرچه مباحث فنی همین طرح ها لاجرم باید توسط مهندسین مشاور آبی انجام شود ولی فراتر از کمک فنی مشاوران آبی مورد نظر است. از مشاوران بزرگ صنعت آب کشور باید در حوزه مدیریت بحران آب کشور استفاده شود.  
در هر حال نکته مهم این است که هزینه های هنگفت این طرح ها، اقتصاد آب را چند برابر بزرگ کرده است و قیمت تمام شده آب را ده ها برابر افزایش داده است. با این حال، آنچه مهم است این است که لازمه توسعه بخش کشاورزی، رعایت مولفه های توسعه پایدار است که اگر رعایت نشود، به ضد توسعه مبدل خواهد شد.      